# Piotr Roniewicz

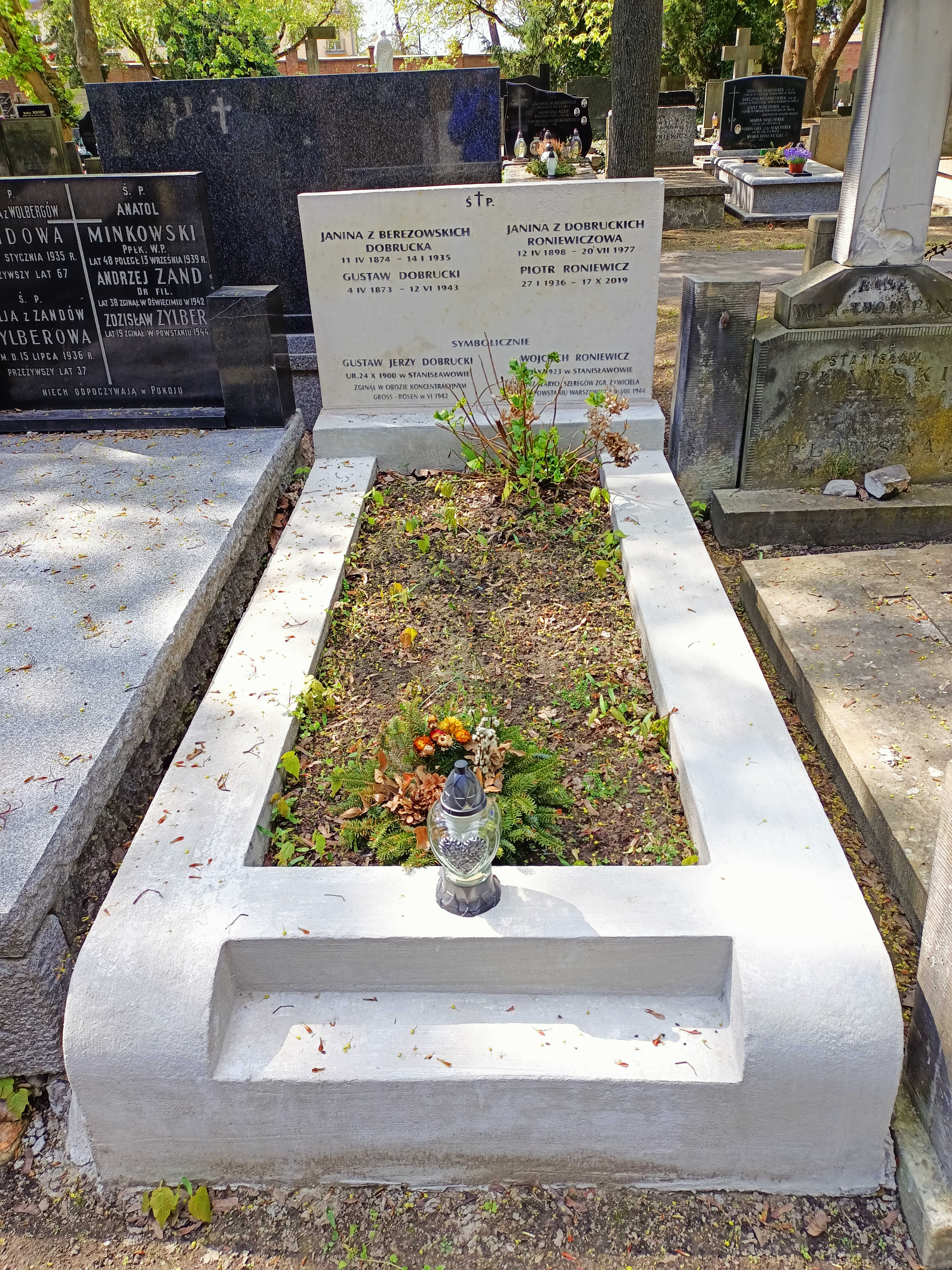
Grób Piotra Roniewicza na Cmentarzu Powązkowskim

Piotr Roniewicz (ur. 27 stycznia 1936 w Warszawie, zm. 17 października 2019 tamże) – polski geolog, prof. dr hab.

## Życiorys
W 1959 ukończył studia geologiczne na Uniwersytecie Warszawskim. W 1982 uzyskał tytuł profesora nauk przyrodniczych. Został zatrudniony w Instytucie Geologii Podstawowej na Wydziale Geologii Uniwersytetu Warszawskiego. W 1964 obronił doktorat napisany pod kierunkiem Edwarda Passendorfera. W latach 1981–1984 pełnił funkcję prodziekana, a w latach 1984–1990 dziekana. Wykładał także na Wydziale Ochrony Środowiska Wyższej Szkole Humanistycznej im. Aleksandra Gieysztora w Pułtusku.
Syn Leona i Janiny. Pochowany na Cmentarzu Powązkowskim w Warszawie.